# Campoplex major
Campoplex major är en stekelart som först beskrevs av Szepligeti 1916.  Campoplex major ingår i släktet Campoplex och familjen brokparasitsteklar. Inga underarter finns listade.